# Chiesa dell'Assunta (Medicina)
La chiesa dell'Assunta, anche nota come chiesa del Crocifisso, è un luogo di culto cattolico di Medicina nella città metropolitana di Bologna. Appartiene alla parrocchia di San Mamante e rientra nel vicariato di Budrio-Castel San Pietro Terme dell'arcidiocesi di Bologna. Risale al XVIII secolo.

## Storia

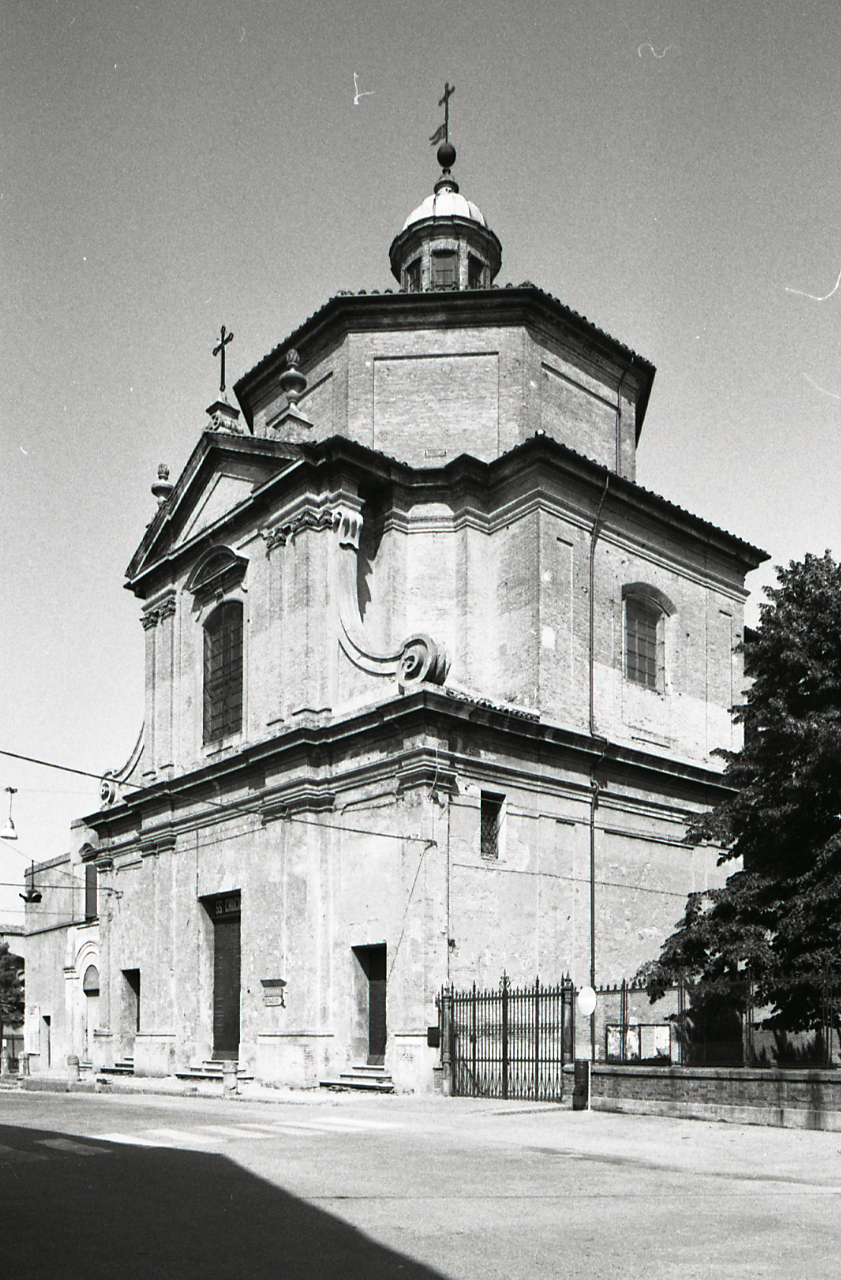
Chiesa dell'Assunta in un servizio fotografico del 1980 di Paolo Monti

La costruzione dell'antico tempio iniziò alla metà del XVIII secolo per iniziativa della Confraternita di Santa Maria Assunta su progetto dell'architetto Alfonso Torreggiani e nel penultimo decennio del secolo venne ultimata l'ala sinistra della struttura dove fu posto l'altare dedicato alla Buona Morte disegnato da Francesco Saverio Fabri. Il cantiere venne chiuso solo nel 1830 dopo un ampliamento della sala, la costruzione della sagrestia e la posa dell'altare a destra dedicato a San Domenico. In questa fase dei lavori la supervisione venne affidata a Carlo Scartabelli, già attivo nella vicina chiesa parrocchiale. Quando gli ordini religiosi ai quali il tempio era legato vennero soppressi la proprietà divenne comunale e il convento unito alla chiesa fu adibito a scuola per l'infanzia e scuola elementare. Nel 1915 la chiesa dell'Assunta ritornò nelle disponibilità parrocchiali e venne riaperta al culto.

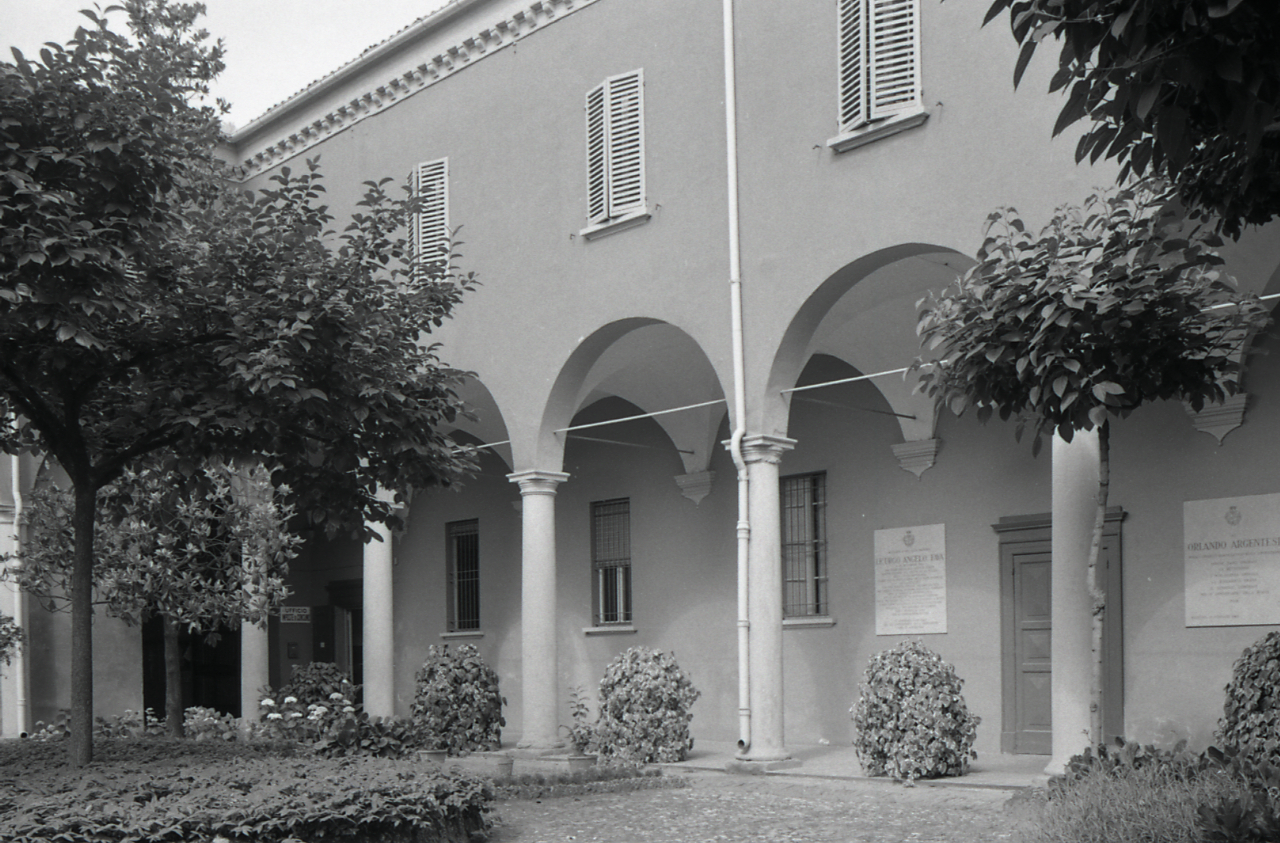
Cortile con chiostro dell'antico convento utilizzato come edificio scolastico in un'immagine di Paolo Monti

## Descrizione

### Esterni
La chiesa si trova la centro dell'abitato e l'antico convento viene utilizzato come istituto scolastico. Il sagrato di accesso è di piccole dimensioni. La facciata in cotto a vista è suddivisa in due ordini con paraste che scandiscono le parti orizzontali. Gli accessi nell'ordine inferiore sono tre, il portale maggiore al centro e sopra di questo, nel secondo ordine e in asse, si apre la grande finestra che porta luce alla sala. In alto si trova il grande frontone con timpano. La torre campanaria si alza in posizione arretrata sulla sinistra.

### Interni
La chiesa è a pianta centrale e le pareti interne sono riccamente decorate a stucco. I due altari laterali sono storici e classicheggianti. Nel presbiterio si conserva il Crocifisso tradizionalmente oggetto di venerazione e dal quale viene anche l'altro nome col quale è nota la chiesa.